# U-347
U-347 — средняя немецкая подводная лодка типа VIIC времён Второй мировой войны.

## История
Заказ на постройку субмарины был отдан 10 апреля 1941 года. Лодка была заложена 19 октября 1942 года на верфи Нордзееверке в Эмдене под строительным номером 219, спущена на воду 21 мая 1943 года. Лодка вошла в строй 7 июля 1943 года под командованием оберлейтенанта Иоганна де Бура.

### Флотилии
- 7 июля 1943 года — 28 февраля 1944 года — 8-я флотилия (учебная)
- 1 марта 1944 года — 31 мая 1944 года — 9-я флотилия
- 1 июня 1944 года — 17 июля 1944 года — 11-я флотилия

### История службы
Лодка совершила 4 боевых похода, успехов не достигла. Потоплена 17 июля 1944 года к западу от Нарвика, Норвегия, в районе с координатами 68°36′ с. ш. 08°33′ в. д., глубинными бомбами с британского самолёта типа «Либерейтор». 49 погибших (весь экипаж).
До января 1997 года историки считали, что лодка была потоплена 17 июля 1944 года к западу от Нарвика, Норвегия, в районе с координатами 68°35′ с. ш. 06°00′ в. д., глубинными бомбами с британского самолёта типа «Каталина». На самом деле в результате той атаки была потоплена U-361.